# Copa de Naciones de la CFU 1983
La Copa de Naciones de la CFU 1983 fue la cuarta edición de este torneo de fútbol a nivel de selecciones nacionales organizado por la Unión Caribeña de Fútbol y que contó con la participación de 14 selecciones nacionales del Caribe, tres más que en la edición anterior.
Martinica fue el ganador de la cuadrangular final disputada en Guayana Francesa para ganar el título por primera vez, mientras que Trinidad y Tobago, campeón de la edición anterior, ocupó el segundo lugar.

## Primeira Fase

### Grupo 1
| Equipo 1 | Agr. | Equipo 2 | Ida | Vuelta |
| -------- | ---- | -------- | --- | ------ |
| Barbados | 1-0  | Surinam  | 1-0 | 0-0    |
| Guyana   | 3-1  | Barbados | 2-0 | 1-1    |

### Grupo 2
| Equipo 1                     | Agr. | Equipo 2              | Ida | Vuelta |
| ---------------------------- | ---- | --------------------- | --- | ------ |
| San Vicente y las Granadinas | 1-3  | Martinica             | 1-3 | 1      |
| Martinica                    | 2    | Antillas Neerlandesas | -   | -      |

1- El resultado del otro partido se desconoce.

2- Resultados desconocido, aunque se sabe que clasificó Martinica a la siguiente ronda.

### Grupo 3
| Equipo 1          | Agr. | Equipo 2  | Ida | Vuelta |
| ----------------- | ---- | --------- | --- | ------ |
| Guadalupe         | 3-1  | Dominica  | 1-0 | 2-1    |
| Antigua y Barbuda | 6-5  | Guadalupe | 3-2 | 3-3    |

### Grupo 4
| Equipo 1        | Agr.  | Equipo 2    | Ida | Vuelta |
| --------------- | ----- | ----------- | --- | ------ |
| Jamaica         | w.o.1 | Puerto Rico | -   | -      |
| San Kitts/Nevis | w.o.2 | Jamaica     | -   | -      |

1- Puerto Rico abandonó el torneo.

2- Jamaica abandonó el torneo.

## Segunda Fase
| Equipo 1  | Agr. | Equipo 2          | Ida | Vuelta |
| --------- | ---- | ----------------- | --- | ------ |
| Guyana    | 0-4  | Antigua y Barbuda | 0-0 | 0-4    |
| Martinica | 12-0 | San Kitts/Nevis   | 7-0 | 5-0    |

## Fase Final
Todos los partidos se jugaron en Cayenne, Guayana Francesa.
| Equipo 1          | Resultado | Equipo 2          |
| ----------------- | --------- | ----------------- |
| Martinica         | 2-0       | Antigua y Barbuda |
| Trinidad y Tobago | 1-0       | Guayana Francesa  |
| Martinica         | 3-1       | Trinidad y Tobago |
| Antigua y Barbuda | 0-1       | Guayana Francesa  |
| Guayana Francesa  | 0-0       | Martinica         |
| Trinidad y Tobago | 2-1       | Antigua y Barbuda |

### Quadrangular Final
| Nación            | J | G | E | P | GF | GC | GD | Pts. |
| ----------------- | - | - | - | - | -- | -- | -- | ---- |
| Martinica         | 3 | 2 | 1 | 0 | 5  | 1  | +4 | 5    |
| Trinidad y Tobago | 3 | 2 | 0 | 1 | 4  | 4  | 0  | 4    |
| Guayana Francesa  | 3 | 1 | 1 | 1 | 1  | 1  | 0  | 3    |
| Antigua y Barbuda | 3 | 0 | 0 | 3 | 1  | 5  | -4 | 0    |

## Campeón
| Copa de Naciones de la CFU 1983 |
| ------------------------------- |
| Bandera de Martinica            |
| Martinica 1º Título             |